# Barq's

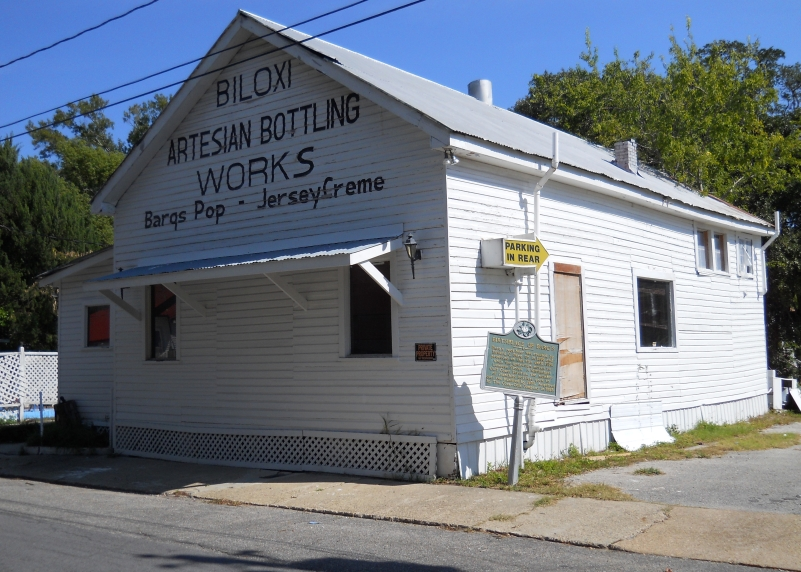
創立時の製造場（アメリカ合衆国国家歴史登録財）

Barq's（バークス）は、アメリカ合衆国のソフトドリンク会社でルートビアのブランドである。

## 概要
1890年にアメリカ南部のニューオリンズに住むフランス系のエドワードとガストンのバークス兄弟によって立ち上げられたルートビア・メーカーである。
数あるルートビアの中でもバークスのルートビアには唯一カフェインが含まれている。Dad'sやA&Wに比べ、やや苦味があるのが特徴である。
1999年にはザ・シンプソンズのアニメイラストが印刷された缶も売っていた。
コカ・コーラ社が販売権を持っている。

## 他のジュース
- CREAM SODA
- Barq's Soda
- Barq's /diet Barqs